# Stotzing
Stotzing (ungerska: Lajtaszék, kroatiska: Štucinga) är en ort och kommun i Österrike. Den ligger i distriktet Eisenstadt-Umgebung i förbundslandet Burgenland, i den östra delen av landet, 40 km söder om huvudstaden Wien. 